# Kristian (film)
Kristian (někdy také chybně Kristián) je česká filmová komedie z roku 1939 natočená režisérem Martinem Fričem.

## Děj
KRISTIAN je námět Yvana Noé, zpracovaný scenaristicky kolektivem Frič-Gruss-Šimáček. Režisér Mac Frič se vrací po delší odmlce k tvůrčí práci v atelieru, což je nutno vítat, protože dobrých režisérů Fričových kvalit u nás nemáme — bohužel — nazbyt. Děj filmu se odehrává v mondénním prostředí. Stěžejní postavu moderního romantika vytvořil známý jevištní herec O. Nový, který má pro práci ve filmu, jak dokázala řada jeho šťastných kreací, velmi příznivé předpoklady. Jeho ženu hraje Nataša Gollová, dále hraje Adina Mandlová, Jára Kohout a j. U kamery filmu byl Ferd. Pečenka, stavby navrhoval Zázvorka a hudební doprovod komponoval E. S. Novák.
Časopis Salon: společnost, sport, divadlo, film, moda, výtvarné umění, 15.06.1939
Hlavní hrdina filmu – drobný úředník z cestovní kanceláře Alois Novák (Oldřich Nový) – se každý měsíc na jeden večer stane váženým hostem v nóbl podniku a neodolatelným svůdcem krásných žen. Pak se vždy vrací k manželce a ke svému skromnému životu. Jednou však narazí na mondénní dívku Zuzanu (Adina Mandlová), která se jeho svůdným hlasem oklamat nedá a začne po něm pátrat. Tím se rozběhne celá řada komických i tragikomických situací, na jejímž konci mizí Kristian – a zůstává Alois Novák – nikoli již „putička bez energie“, ale sebevědomý muž, milující svou manželku (Nataša Gollová).

## Obsazení
| Oldřich Nový         | úředník cestovní kanceláře Světovid Alois Novák alias pan Kristian |
| Nataša Gollová       | Mařenka, Novákova žena                                             |
| Raoul Schránil       | závodník Fred                                                      |
| Bedřich Veverka      | Petr, Fredův přítel                                                |
| Adina Mandlová       | Zuzana Rendlová, Fredova snoubenka                                 |
| Jára Kohout          | úředník cestovní kanceláře Světovid Josef Novotný                  |
| Anna Steimarová      | Mařenčina tetička                                                  |
| Jaroslav Marvan      | ředitel cestovní kanceláře Světovid Král                           |
| Čeněk Šlégl          | elegán s kapesníčkem                                               |
| Josef Bělský         | ředitel Orient baru                                                |
| František Paul       | vrchní v Orient baru Robert                                        |
| Jan W. Speerger      | barman v Orient baru                                               |
| Aša Vašátková        | šatnářka v Orient baru Lída                                        |
| Václav Mlčkovský     | vrátný v Orient baru                                               |
| Miroslava Hromková   | mixérka v Orient baru                                              |
| Přemysl Pražský      | číšník v Orient baru                                               |
| Doďa Pražský         | číšník v Orient baru                                               |
| Jaroslav Sadílek     | číšník v Orient baru                                               |
| Václav Piskáček      | číšník v Orient baru                                               |
| Ada Dohnal           | číšník v Orient baru                                               |
| František Filipovský | advokát JUDr. Dvořáček                                             |
| Alois Dvorský        | bankéř Votický                                                     |
| Antonín Zacpal       | lékař bankéře Votického                                            |
| Jindřich Láznička    | zákazník v cestovní kanceláři Světovid                             |
| R. A. Strejka        | novomanžel, zákazník v cestovní kanceláři Světovid                 |
| Blažena Slavíčková   | novomanželka Miluška, zákaznice v cestovní kanceláři Světovid      |
| R. A. Dvorský        | dirigent a zpěvák v Orient baru                                    |

## Zajímavosti
Film vznikl (7 natáčecích dní[zdroj?]) podle populární divadelní hry Yvana Noého, v níž hrála Zuzanu Nataša Gollová, s níž se původně počítalo i do filmové verze. V divadelní hře o Zuzanu soupeřili celkem tři muži různých povolání (boxer, ...). Scenáristé však tuto změť figur sjednotili do jedné, kterou hrál Raoul Schránil; do postavy jeho tajného soka byl obsazen Bedřich Veverka.
Sekvence, v níž je Kristian zobrazen jen záběrem na jeho kráčející nohy, byla pečlivě připravena a spočítána na sekundu přesně. Záměrem bylo co nejvíce oddálit zobrazení tajemného hosta – ostatně i jeho tvář se poprvé objevuje v zrcadle, ne přímo. Scénu vytvořil architekt Jan Zázvorka, otec herečky Stelly Zázvorkové; podle jeho vzpomínek byl na pohled nákladný bar postaven za necelý týden z náhražkových materiálů.
Po roce 1945 nebyl film zařazen do filmové distribuce kvůli obsazení Adiny Mandlové a Nataši Gollové. V roce 1954 se mohl do kin vrátit, zkrácený však o výstupy emigrovavšího Járy Kohouta (střihy provedl sám Martin Frič a film tím paradoxně získal na tempu, ale některé části se staly dějově nesrozumitelnými).
Oldřich Nový chtěl společně s Martinem Fričem natočit pokračování Kristianových dobrodružství v šedesátých letech.[zdroj?] K obnovení spolupráce však nedošlo. Ani po smrti Maca Friče a Oldřicha Nového se od nápadu neupustilo, v devadesátých letech došlo znovu k úvahám o "reinkarnaci" Kristiana – podle článku Pavla Taussiga již byli několikrát vybráni představitelé rolí (Karel Gott, Jiří Lábus)[zdroj?], nikdy však k realizaci nedošlo.
Sekvence z tohoto legendárního filmu jsou použity vtipným způsobem ve videoklipu Ondřeje Havelky "Děkuji, bylo to krásné" (1991).
| „ | Zavřete oči, odcházím… | “ |